# Dolomitkő
A dolomitkő (vagy igen gyakran egyszerűen csak dolomit) egy karbonátos üledékes kőzet, amely ásványos összetételét tekintve túlnyomórészt, jellemzően kilencven százalékot meghaladóan, dolomitból áll.
Mállásának, aprózódásának eredménye a dolomitmurva, végső stádiumában a dolomithomok. Porlás közben a kőzetet átjáró kovás erek kipreparálódnak, majd szétesnek; visszamaradó anyaguk az úgynevezett úszó kvarc.

## Előfordulása
Legismertebb európai előfordulási helye az Észak-Olaszországi Dolomitok hegység, mely a dolomitkőzet első leírójáról és névadójáról, Déodat Gratet de Dolomieu francia geológusról kapta a nevét. 
Magyarországon több helyen előfordul (Budán a Gellért-hegy, Sas-hegy, Mátyáshegy, Hármashatárhegy, továbbá Vértes, Bakony). Előfordul még Selmec vidékén és főleg az Alpokban). A dolomithegyekben a barlangok ritkák.
Magyarország legnagyobb bányászott előfordulása Pilisvörösvár határában van. 1908-ban itt tárták fel az ország legtisztább és legjobb minőségű dolomitlelőhelyét. Itt az osztrák Terranova céggel egy teljes vertikumú feldolgozó művet létesítettek. Dolomitlisztet állítanak elő, amit különböző finomságú őrleményként a műanyagiparban, festékiparban, kozmetikumok gyártásában, valamint a gumiiparban használnak fel. Az előállított termékekből jelentős mennyiséget exportálnak. A bányászott dolomit különböző szemcsenagyságú anyagából az építőipar számára nemesvakolatot is készítenek. A bányát és a feldolgozó üzemet 1990-ben magánosították. 
Nagyobb dolomitbányát művelnek Iszkaszentgyörgyön, Alsótelekesen és Gánton is.

## Felhasználása
Felhasználják építőkőnek, porát súrolásra (Superdol, Hyperdol vagy más néven), továbbá utak behintésére. Tisztább állapotban keserűsó készítésére is, néhol még szódavíz gyártásához, kiégetve, de csak vörösizzáson alul (300-490 °C), még jó cementanyagot is szolgáltat.